# 查塔岩
查塔岩（英語：Chata Rock）是南極洲的岩石，位於蘭卡斯特角以南1公里，處於昂韋爾島南端，屬於帕默群島的一部分，在1950年被繪入阿根廷地圖，現時由南極條約體系管理。